# Купаєв Олексій Трохимович
Олексій Трохимович Купаєв (березень 1901, село Пєски Валуйського повіту Воронезької губернії, тепер Бєлгородської області, Російська Федерація — листопад 1974) — радянський партійний діяч, 1-й секретар Акмолинського і Кокчетавського обласних комітетів КП(б) Казахстану. Депутат Верховної Ради СРСР 2-го скликання.

## Біографія
Народився в бідній селянській родині. У 1915 році закінчив початкову школу в селі Погромєц Валуйського повіту. З 1915 до 1920 року працював селянином у господарстві батька в селі Пєсках Валуйського повіту.
З березня 1920 до листопада 1926 року служив у Червоній армії та військовій прокуратурі: червоноармієць 20-го запасного стрілецького полку, переписувач спецкоманди реввійськтрибуналу 9-ї Кубанської дивізії, помічник секретаря реввійськтрибуналу 22-ї стрілецької дивізії, секретар реввійськтрибуналу 37-ї стрілецької дивізії, секретар військово-прокурорського нагляду 1-ї Кінної армії, секретар військової прокуратури 3-ї окремої кавалерійської бригади РСЧА.
З листопада 1926 до травня 1931 року — робітник-точильник, помічник майстра, голова фабрично-заводського комітету та помічник директора Армавірської ватної фабрики.
Член ВКП(б) з березня 1931 року.
У травні 1931 — червні 1932 року — заступник директора Армавірського заводу сільськогосподарського машинобудування «Армаліт» Північно-Кавказького краю.
У червні 1932 — серпні 1937 року — директор Ростовської ткацької (полотняної) фабрики.
У 1935 році закінчив факультет особливого призначення при Народному комісаріаті легкої промисловості СРСР у місті Ростові-на-Дону.
У вересні 1937 — липні 1938 року — слухач Промислової академії імені Молотова в Москві.
З липня до листопада 1938 року — завідувач відділу радянської торгівлі Карагандинського обласного комітету КП(б) Казахстану.
У листопаді 1938 — червні 1941 року — 2-й секретар Західно-Казахстанського обласного комітету КП(б) Казахстану.
У червні 1941 — березні 1944 року — 1-й секретар Акмолинського обласного комітету КП(б) Казахстану. Одночасно з червня 1941 до березня 1944 року — 1-й секретар Акмолинського міського комітету КП(б) Казахстану.
У березні 1944 — лютому 1949 року — 1-й секретар Кокчетавського обласного комітету КП(б) Казахстану. Одночасно з березня 1944 до лютого 1949 року — 1-й секретар Кокчетавського міського комітету КП(б) Казахстану.
У травні 1949 року виключений із ВКП(б) за «порушення статуту сільськогосподарської артілі та негідну поведінку».
У травні 1949 — березні 1954 року — директор Алма-Атинської полотняної фабрики.
Поновлений в кандидати в члени КПРС 24 липня 1953 року, поновлений в члени КПРС 19 серпня 1954 року.
У березні 1954 — квітні 1955 року — начальник тресту «Казголовтекстильшвейпрому».
З квітня 1955 року — заступник міністра промисловості товарів широкого споживання Казахської РСР.
У 1955—1956 роках — заступник міністра текстильної промисловості Казахської РСР.
У 1956 — червні 1957 року — 1-й заступник міністра легкої промисловості Казахської РСР.
У червні 1957 — квітні 1961 року — начальник Управління легкої і харчової промисловості Ради народного господарства Алма-Атинського економічного адміністративного району.
З квітня 1961 року — персональний пенсіонер у місті Алма-Аті. Помер у листопаді 1974 року.

## Нагороди
- два ордени Леніна
- орден Трудового Червоного Прапора
- медалі